# Bataille de la place Muranowski
 (août 2018).
Le contenu est difficilement compréhensible vu les erreurs de traduction, qui sont peut-être dues à l'utilisation d'un logiciel de traduction automatique.
Soulèvement du ghetto de Varsovie
La bataille de la place Muranowski est une bataille entre les troupes de l’Union militaire juive (en polonais : Żydowski Związek Wojskowy, ŻZW) et les forces militaires du Troisième Reich, ayant lieu pendant le soulèvement du ghetto de Varsovie entre le 19 et le 22 avril 1943. Le combat entre les unités de pacification sous le commandement de Jürgen Stroop et les groupes des insurgés de ŻZW, dirigés par Paweł Frenkel, a eu lieu sur la place Muranowski (disparue aujourd’hui). 
Selon les témoignages de deux combattants de Corps de sécurité (en polonais : Korpus Bezpieczeństwa) – Władysław Zajdler et Henryk Iwański – les combats, dans lesquels les troupes polonaises de Corps de sécurité ont participé, ont repris entre les 27 et 28 avril 1943. 

## Historique

### Genèse

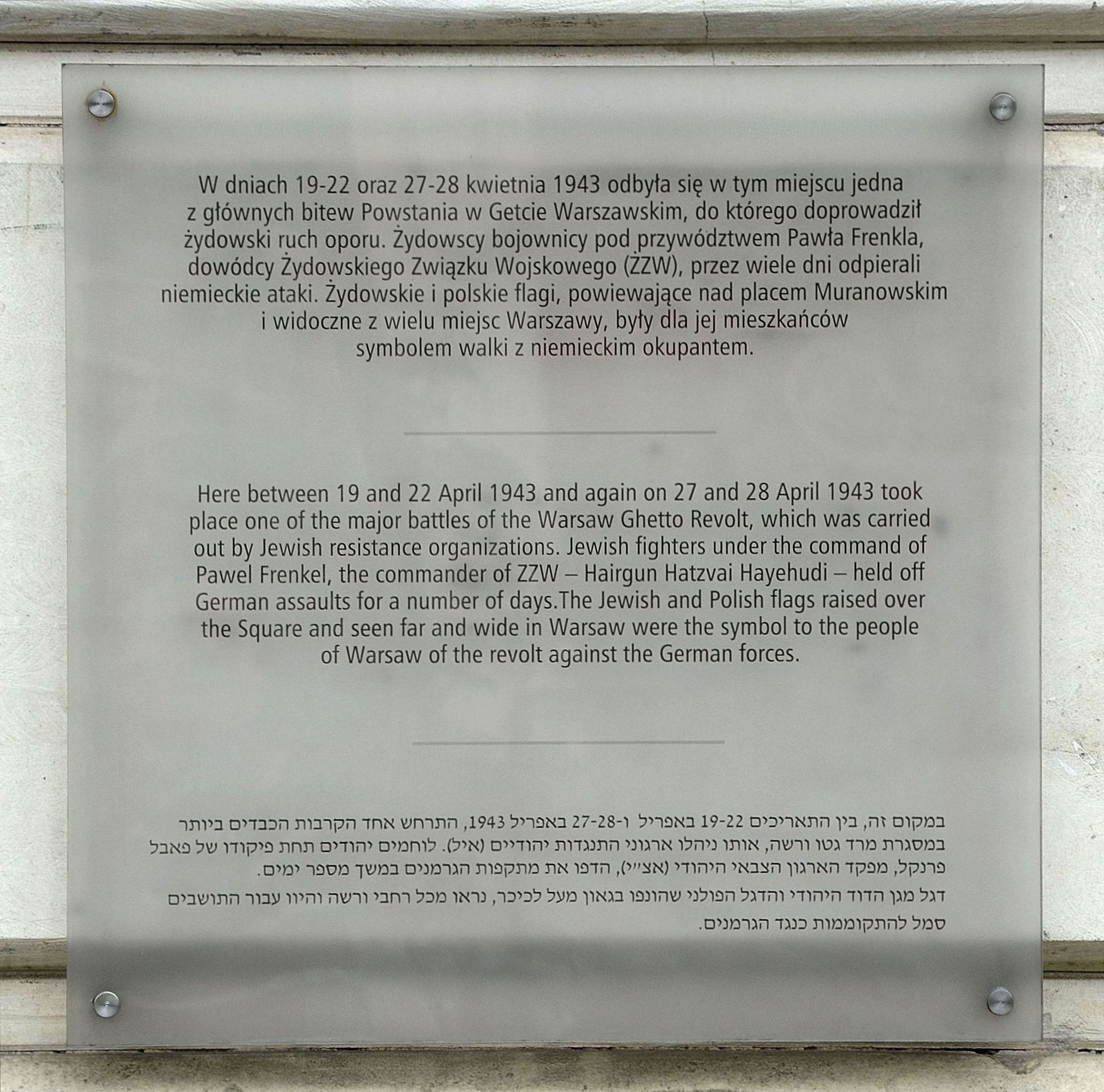
La plaque commémorant les combats de ŻZW sur la place Muranowski (rue Muranowska 1).

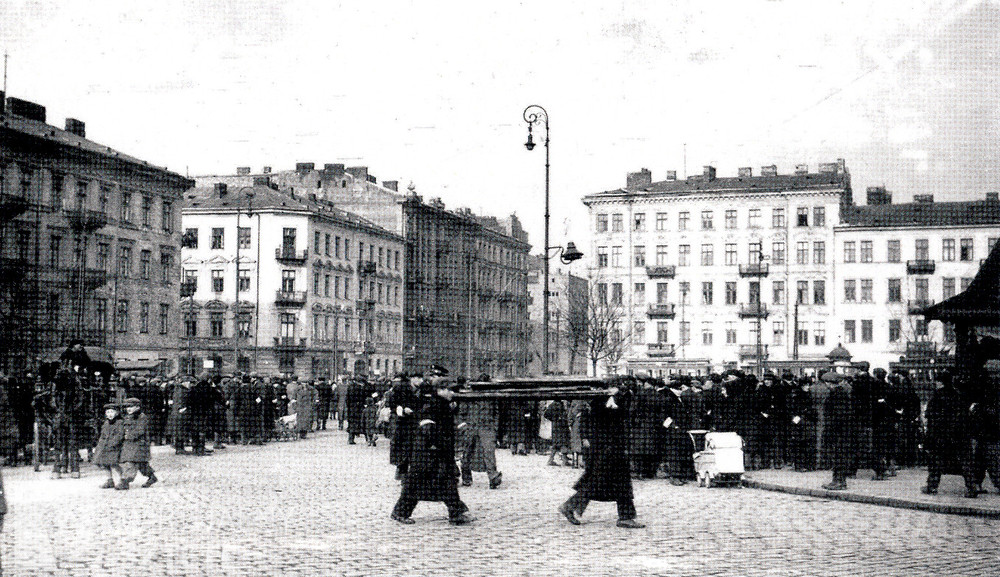
La place Muranowski, 1941.

À la suite de l’action de liquidation du ghetto de Varsovie, menée par les nazis en été 1942, environ 300 000 personnes ont été déportées au camp de concentration de Treblinka et y ont été tuées. Après cette action, le groupe des jeunes activistes juifs a fondé les deux organisations militaires pour combattre les nazis: l’Organisation juive de combat (en polonais : Żydowska Organizacja Bojowa, ŻOB), liée au parti de gauche - Bund, et l’Union militaire juive (en polonais : Żydowski Związek Wojskowy, ŻZW), liée au Parti sioniste-révisionniste de droite.  À cause des divergences politiques, les organisations ne sont pas parvenues à un accord et n’ont pas uni leurs forces (ŻOB, qui a eu plus grand nombre des partisans, a proposé que les révisionnistes le rejoignent, mais individuellement et non pas en tant qu’une organisation).  
Selon Marek Edelman, à quelques jours du soulèvement du ghetto, une réunion a eu lieu entre les deux organisations militaires juives. ŻOB était représentée par Marek Edelma, Mordechaj Anielewicz et Icchak Cukierman. D’après Edelman, les combattants de ŻZW ont sorti leurs revolvers pour exiger la soumission des membres de ŻOB, ce qui a entraîné une bagarre et une fusillade entre les deux groupes, sans faire de blessé. Finalement, par pragmatisme, les deux groupes se sont décidés à opter pour une coopération militaire limitée en divisant le territoire du ghetto en deux zones d’influence afin de le protéger en cas d'invasion des troupes allemandes. 

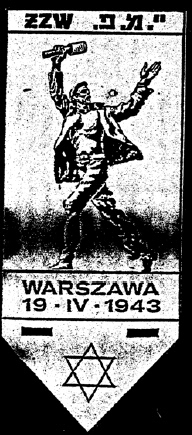
Le fanion de l’Union militaire juive.

Les membres de ŻZW ont mené les actions militaires autour de l’ancienne place Muranowski, entre les rues Muranowska et l’ancienne rue Nalewki, dans le quartier Muranów (aujourd’hui, intersection des rues Stawki et Józef Lewartowski). Le siège du commandement de ŻZW se trouvait dans la rue Muranowska 7. Les combattants de cette organisation se sont formés en trois groupes. Deux d'entre eux furent chargés de la défense des usines (« szopy ») situées en dehors du ghetto dans lesquelles travaillaient les prisonniers du ghetto. Le troisième groupe des combattants, le plus important, s’installe sur la place Muranowski, où 6 unités de 20 personnes défendent les maisons de la rue Muranowska (les numéros 1, 3, 5, 7-9 et 40). Leurs positions sont similaires de celles des combattants de ŻOB, qui défendent les rues Zamenhof, Miła, Gęsia et Nalewki. Les troupes de ŻZW disposent d'un arsenal bien équipé en armes, situé dans la maison abandonnée de la rue Muranowska 7. Emanuel Ringelblum, un historien juif et un témoin oculaire d’événements, en était impressionné pendant la visite dans leur siège, ce qu’il a décrit plus tard dans son journal. Il a vu les nombreux types d’armes et a observé l’achat de l’armement par les combattants juifs,. 

### Bataille de la place Muranowski
Le combat sur la place Muranowski a commencé par le début du soulèvement le 19 avril 1943, et a duré au moins trois jours. Selon le témoignage du soldat et commandant de ŻZW, Dawid Wdowiński, un drapeau bleu et blanc juif flottait sur le bâtiment de Muranowska 7, où se trouvait le siège du commandement de ŻZW.  
D’après lui, le drapeau est resté à cet endroit jusqu’au cinquième jour du soulèvement. Selon d’autres sources, dont Emanuel Ringelblum, Władysław Bartoszewski et Alicja Kaczyńska, qui a décrit cet événement dans ses mémoires, il y avait deux drapeaux sur le bâtiment : un drapeau bleu et blanc d’Israël et un autre, blanc et rouge, de Pologne. L’existence de deux drapeaux a été aussi confirmée par le rapport de Jürgen Stroop et par son codétenu, Kazimierz Moczarski dans le livre « Rozmowy z katem ». 

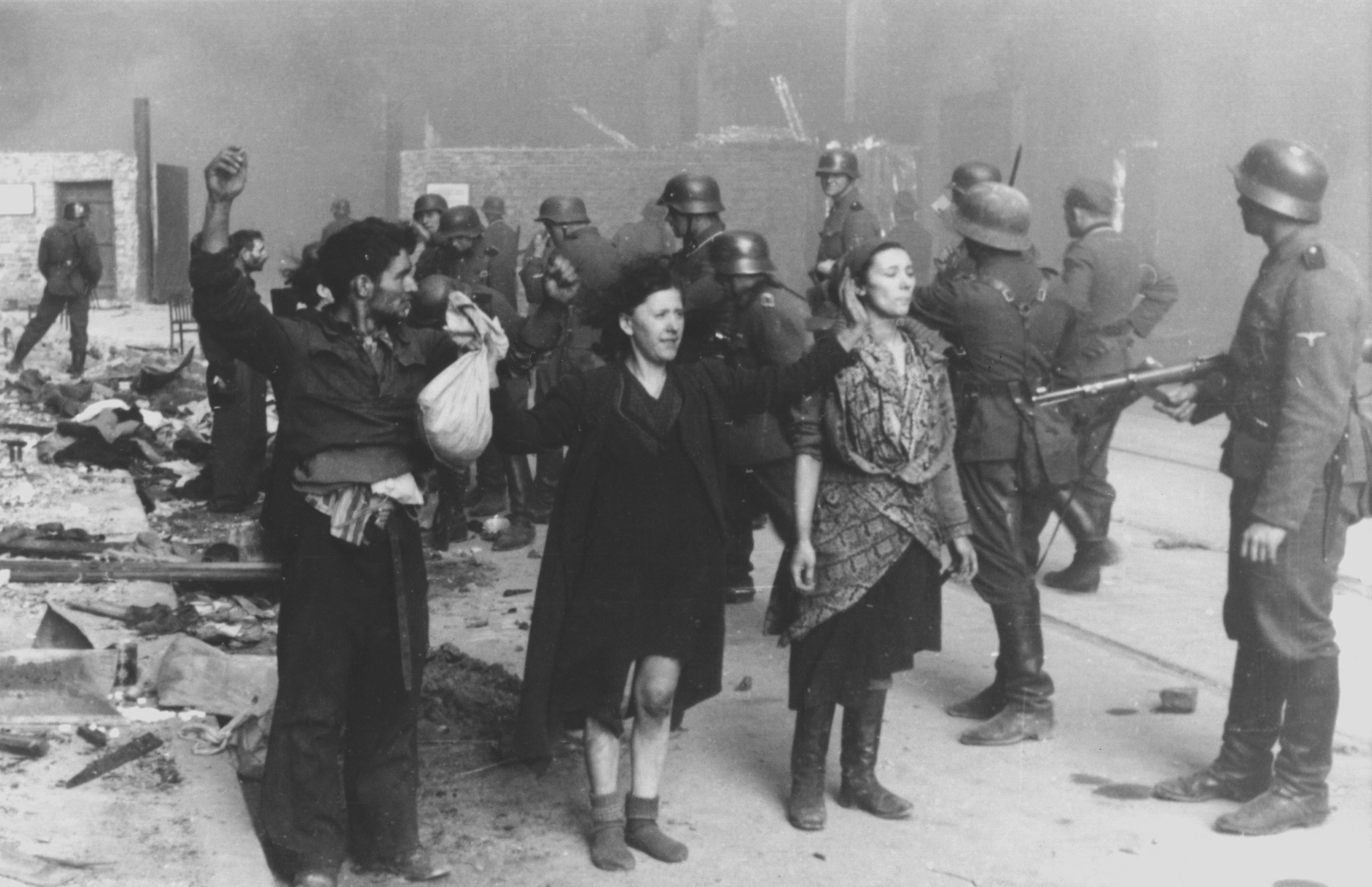
La photographie du rapport de Stroop. Le titre en allemand : « Ceux bandits ont résisté ».

La première confrontation eut lieu le 19 avril au matin, lorsque les forces allemandes se sont approchées de la rue Nalewki. Les insurgés ont alors ouvert le feu avec des fusils et des mitrailleuses et ont repoussé l’ennemi dans l’après-midi. Pendant le combat, les commandants de ŻZW, Paweł Frenkel et Leon Rodal, portant les uniformes des officiers de la SS, se sont approchés aux soldats ukrainiens et les ont attaqués par surprise. Grâce à cette attaque, ils ont réussi à briser l'encerclement mis en place autour des unités juives, rétablissant ainsi la communication entre les unités. Selon Kazimierz Iranek-Osmecki, futur chef du service de renseignements d’Armia Krajowa, les Allemands, ayant pris le point de retranchement de ŻOB dans la rue Gęsia à 16h, ont attaqué les unités de ŻZW sur la place Muranowski, dirigées par Paweł Frenkel. 

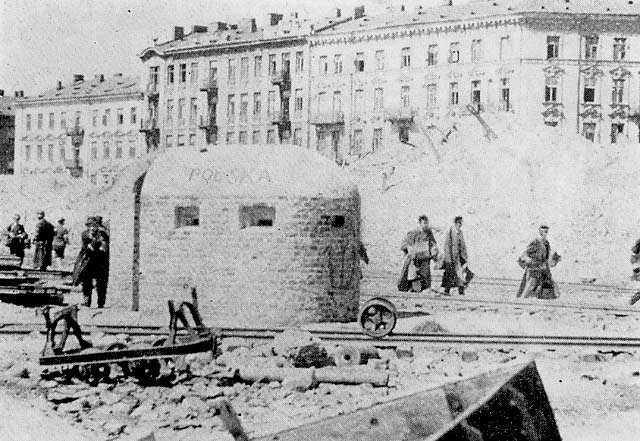
Les maisons de la rue Muranowska 6-10 pendant l’insurrection de Varsovie en 1944.

La nuit du 19 au 20 avril, se tient un conseil de commandement du ŻZW. Il est décidé de répartir l’armement entre tous les combattants, pour que les armes ne tombent pas aux mains des Allemands. Des combats violents ont été menés pendant les jours qui suivent. La stratégie des nazis consistait à détruire les maisons, les incendier ou bombarder. Les insurgés ont utilisé des passages secrets entre les maisons pour prendre les Allemands par surprise, mais en résultat, ils ont perdu leur voie de communication et ils n’ont pu se contacter avec les autres que pendant la nuit. Le quatrième jour du combat, les troupes des combattants à Muranów ont été renforcées par le groupe des insurgés de ŻZW après la prise de l’atelier de brossiers (en polonais : szop szczotkarzy) de la rue Świętojerska par l’unité de l’arme blindée allemande. Selon Wdowiński, le cinquième jour du soulèvement, sur le bâtiment du commandement dans la rue Muranowska il y a eu toujours le drapeau et les insurgés ont tiré sur l’ennemi des fenêtres.  
Le sort des troupes de ŻZW, combattant au centre du ghetto, après la perte du contact est en grande partie inconnue. Le 21 avril, une troupe de ŻZW a mené le combat dans les rues Franciszkańska et Miła. La partie des unités s’est retiré du ghetto et les combattants, avec l’aide de l’organisation polonaise « Miecz i Pług » (fr. Épée et Charrue) ont essayé de se déplacer de Varsovie à la forêt près d'Otwock. Cependant, ils ont été dénoncés aux Allemands par MiP (une organisation pénétrée par la Gestapo) et ils sont morts dans un combat sur le chemin d'Otwock,. La partie des combattants est restée dans le ghetto et a continué le combat. Le 2 mai 1943, ce groupe est passé du ghetto à l’appartement de la rue Grzybowska, où il a été encerclé et tué.

### Relation de Władysław Zajdler
Selon la relation de Władysław Zajdler, pseudonyme Żarski, le 27 avril, dans les combats sur la place Muranowski, il a aussi participé l’unité militaire « W » de Corps de sécurité (en polonais : Korpus Bezpieczeństwa), dirigée par Henryk Iwański, pseudonyme Bystry, qui a compté 18 personnes. Des troupes sous le commandement de Władysław Zajdler « Żarski » et de Lejewski « Garbarz » ont aussi combattu dans cette unité. D’après le témoignage de Zajdler, le 27 avril, les Polonais sont arrivés aux combattants par le tunnel en apportant des armes, de la munition et de la nourriture. Vu que les insurgés ont été complètement épuisés, les Polonais ont remplacé la troupe de ŻZW dirigée par Dawid Apfelbaum sur leur position entre les ruines dans la place Muranowski et la rue Nalewki (la rue Bohaterów Getta d’aujourd’hui) et ils ont contré une attaque des Allemands et des Lettons. Comme le raconte Żarski:
"Le 26 avril 1943, un agent de liaison de ŻZW nous a informés que le commandant Dawid Moryc Apfelbaum avait blessé et demandait de l’aide sous forme des armes et de la munition. Les troupes juives ont récupéré l’accès au tunnel passant sous la rue jusqu’au sous-sol de la maison de la rue Muranowska 7, en dehors du ghetto. L’état-major de Corps de sécurité a ordonné d’organiser le passage de notre groupe de combat à la zone du ghetto. Le groupe devait prendre part au combat, repousser les nazis de la zone du tunnel et faire sortir les femmes et les enfants blessés dans le côté « aryen ». L’infanterie de la SS, disposant des deux chars de combat, a attaqué les combattants. Les grenades et les balles des guerriers polonais et juifs, combattant ensemble, se sont abattues comme une pluie. Les combattants ont réussi à repousser l’attaque des nazis et ils ont récupéré des armes allemandes."
Dans des violents combats défensifs, durant du matin au soir, trois subordonnés d’Iwański mouraient : son frère et ses deux fils. Parmi les victimes, il y aurait aussi dix Juifs, y compi Dawid Apfelbaum. Les soldats survivants ont fait sortir Iwański et les 30 autres blessés par le tunnel,. Selon certaines sources, "ensemble avec ŻZW, il a combattu le Corps de sécurité sous le commandement du capitaine Iwański, qui a subi des pertes (entre autres, fils d’Iwański est tué)".
Henryk Iwański a dit aussi qu’il apportait les armes avec Corps de sécurité pour ŻZW: "Nous apportions (...) les armes, la munition et les grenades entre les années 1940 et 1943. En mars et en avril 1943, avant le début du soulèvement, nous avons apporté nombreux fusils et mitrailleuses, de la munition, plus d’une dizaine boîtes des grenades « filipinka » (...) Pendant le soulèvement du ghetto, nos hommes, surtout les pompiers, membres de Corps de sécurité, ont apporté de la munition aux combattants juifs environ 20 fois". La relation d’Iwański a été confirmé par l’agent de liaison entre ŻZW et Corps de sécurité, Tadeusz Bednarczyk « Bednarz » qui était censé d’apporter personnellement l’armement aux Juifs.  

#### Controverses
Il existe des désaccords entre les historiens à propos de la participation des Polonais de Corps de sécurité au combat dans la place Muranowski du 27 avril 1943. Certains d’eux remettent en question la relation de Władysław Zajdler « Żarski ». Selon Barbara Engelking et Jacek Leociak, aucune source ne confirme ce témoignage. De plus on sait que les troupes de ŻZW ont quitté le ghetto avant le 27 avril. Selon ces historiens, à moins que la relation ne soit pas fausse, Zajdler est tort sur la date ou le lieu du combat. 
D’après Dariusz Libionka et Laurence Weinbaum, non seulement Zajdler, mais aussi Iwański a donné les informations fausses sur sa participation dans le combat du ghetto afin d’obtenir les privilèges propres aux combattants. Comme argument, ils rappellent que Zajdler a présenté sa relation en 1962, et le témoignage détaillé d’Iwański de 1948 ne contient pas les informations sur la bataille du 27 avril, sur la mort de sa famille ou sur le combat commun avec Zajdler. Libionka et Weinbaum, en invoquant les autres imprécisions (par exemple Corps de sécurité a été créé en automne 1943), estiment que les relations d’Iwański et de Zajdler sur le combat sont fausses,. Aussi, les auteurs remettent en question le fait d’arborer les deux drapeaux, juif et polonais, dans le ghetto. Selon eux, cette histoire est une belle légende qui n’est pas confirmée par les sources historiques fiables. Ils doutent aussi que Dawid Apfelbaum a vraiment existé. 

### Bataille dans le rapport de Stroop

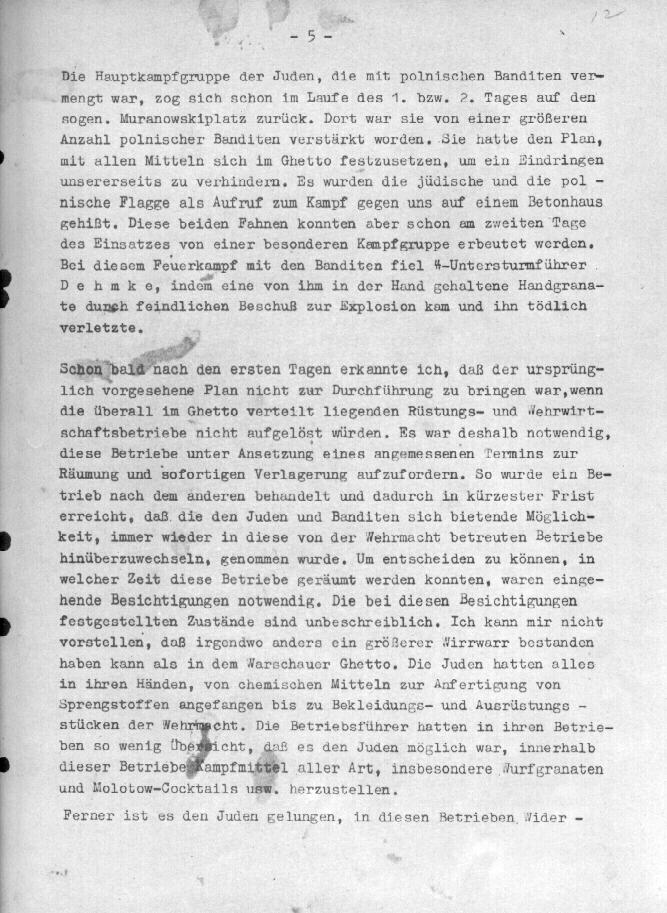
La cinquième page du rapport de Stroop avec la description du combat sur la place Muranowski.

Les actions militaires sur la place Muranowski sont aussi décrites dans le rapport de 75 pages de Jürgen Stroop, général de la SS et de la police et commandant des troupes allemandes. Selon le rapport: "Le groupe principal des Juifs avec les bandits polonais, se sont retirés sur la place Muranowski déjà le premier ou le deuxième jour du combat. Là, ils sont réarmés par le groupe nombreux des bandits polonais. Ils ont décidé de se fortifier par tous les moyens possibles pour nous empêcher de pénétrer le ghetto. Sur le toit du bâtiment en béton, ils ont mis les deux drapeaux, juif et polonais, comme le signal du combat contre nous. Ces deux drapeaux ont été pris le deuxième jour de l’action pendant le raid du groupe de combat spécial. SS Untersturmführer Demke est mort au combat avec ces bandits." (le rapport de Stroop, avril 1943),,,.
Sous la date du 27 avril, Jürgen Stroop a noté les informations confirmant en partie la relation de Żarski. Il a décrit le combat des Allemands contre un large groupe des combattants juifs, restant dans les bâtiments du quartier Muranów, situés en dehors du ghetto, adjacents à son côté nord-est. Stroop a envoyé-là les unités sous le commandement de Diehl sur la base de la dénonciation qui a été apportée au commandement allemand. Les Allemands ont découvert un groupe de 120 personnes, « bien équipé en fusils, carabines et mitrailleuses », qui ont résisté. Dans le combat, « les 24 bandits ont été tués et les 52 arrêtés ». Les combats ont duré jusqu’au jour suivant. Stroop a écrit: « (...) nous avons arrêté les 17 Polonais, parmi eux deux policiers polonais qui devaient savoir de l’existence de cette bande. Pendant l’opération, nous avons pris 3 fusils, 12 pistolets, une partie d’eux de calibre plus grand, 100 grenades polonaises, 27 casques allemands, pas mal des uniformes et des manteaux allemands, de la munition de mitrailleuses, 300 chargeurs de munitions, etc.  Le commandant des troupes d’assaut a eu la mission difficile, parce que beaucoup de bandits ont porté les uniformes allemands, mais il s’est débrouillé vite. Parmi les bandits qui ont été capturés ou tués, il y avait quelques terroristes polonais que nous avons identifiés avec certitude. Aujourd’hui, nous avons découvert et liquidé l’un des fondateurs et leaders de l’organisation militaire juive polonaise » ,. 

## Commémoration
La bataille est commémorée par une plaque de MSI, mise sur le bâtiment de la rue Muranowska 1. 